# Одон д’Астарак
Одон д’Астарак (фр. Odon d’Astarac; умер после 1034) — аббат Симора в 1034 году, сын графа Астарака Арно II.

## Биография
Одон был вторым сыном графа Астарака Арно II. Впервые в источниках Одон упоминается в датированном 1023 годом акте о дарении монастырю Пессан. Герцог Гаскони Санш VI Гильом передал Одону область Сарамон, которую герцоги в своё время получили от монахов Сореза во временное владение. Однако Одон тяготел к монашеской жизни. Около 1025 года он решил восстановить в Сарамоне монастырь, что было подтверждено актом, данным его братом, графом Астарака Гильомом I. Позже Одон постригся монахом в бенедиктинском аббатстве в Симоре, которое в то время было богатейшим аббатством в этом регионе.
В 1034 году Одон упоминается как аббат Симора, где он сменил Фортона I. Одон завершил постройку монастырской церкви и добился того, чтобы её освятил архиепископ Оша Гарсия I.
Точный год смерти Одона неизвестен.